# John A. Samford

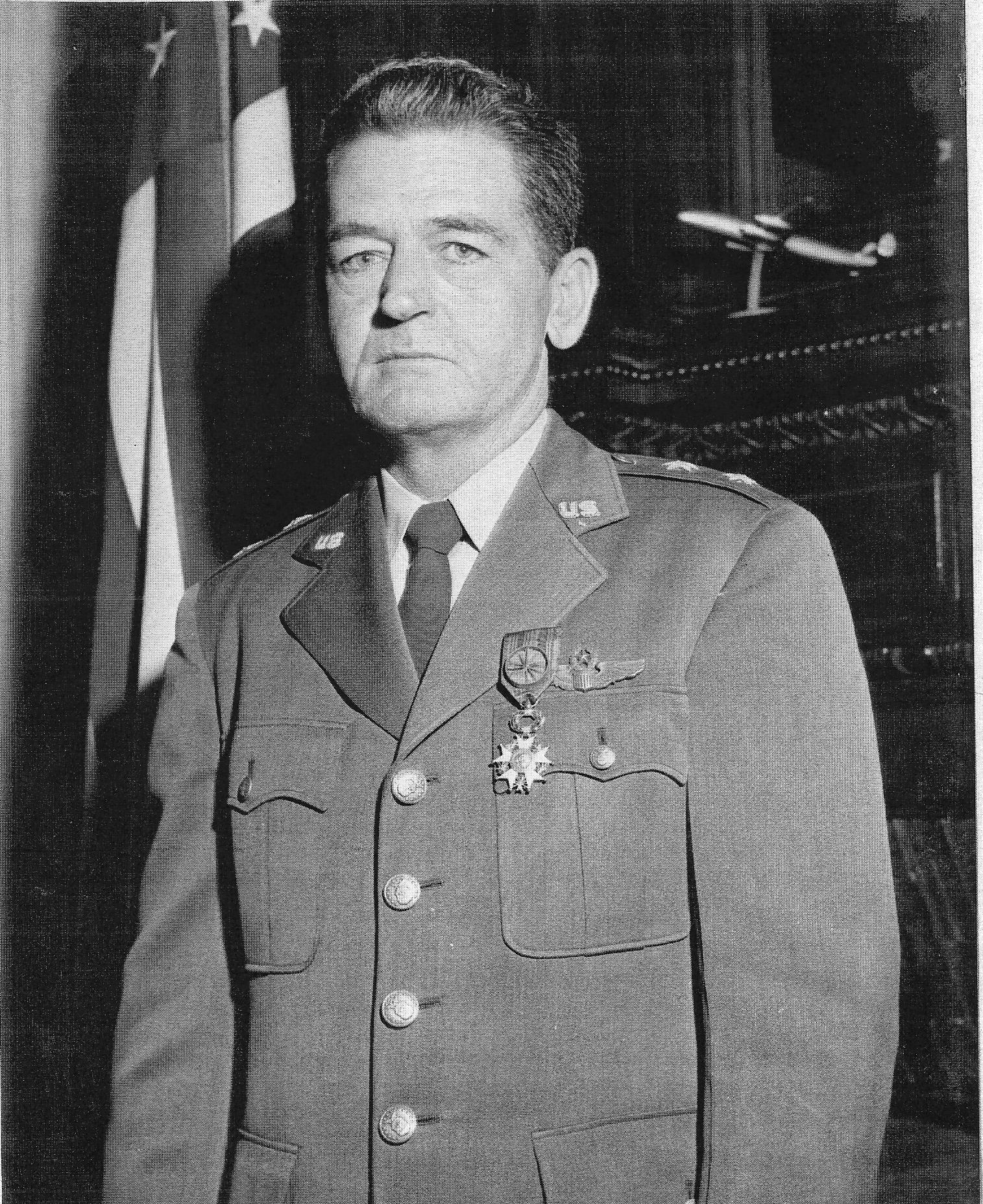
Lieutenant General Samford

John Alexander Samford (* 1905 in Hagerman, New Mexico; † 1. Dezember 1968) war ein Lieutenant General der US Air Force und von 1956 bis 1960 Direktor des US-amerikanischen Nachrichtendienstes National Security Agency (NSA).

## Leben
Nachdem er 1922 erfolgreich die High School abgeschlossen hatte, verbrachte er ein Jahr am Columbia College der Columbia University. 1924 erhielt er durch einen Senator die Möglichkeit, die US Military Academy in West Point zu besuchen, von der er 1928 als 131ster in einer Klasse mit 260 Schülern abschloss.
Second Lieutenant Samfords erster Posten war der eines studierenden Offiziers in Brooks Field, Texas. 1929 erhielt er in Kelly Field sein Fliegerabzeichen (Pilot Wings). Sein erster Auftrag nach Kelly Field führte ihn nach Galveston, Texas. 1930 kehrte er nach Kelly Field zurück, wo er als Flugausbilder diente. 4 Jahre später – 1934 – wurde er zu einer Technik- und Rüstungsschule in Chanute Field, Illinois beordert; von 1935 bis 1942 hatte er verschiedene Aufträge in Panama, Virginia, Louisiana und Florida. Für seine Beteiligung an der Erdbeben-Hilfsmission 1939 nach Chile mit der Boeing XB-15 erhielt er anteilig die Mackay Trophy.
Als Colonel war er Assistent des Stabschefs  des dritten Hauptquartiers der US Air Force in Tampa, Florida, und wurde dann zum Stabschef des VIII. Air Force Composite Command in Nordirland berufen. 1943 zum stellvertretenden Stabschef der achten Air Force ernannt, wurde er später Stabschef des VIII. Bomberkommando.
1944 schlug man Samfort als Brigadier General vor und berief ihn zum Stabschef der achten Air Force. Im Oktober desselben Jahres wurde er dann stellvertretender Assistent des Stabschefs  des Hauptquartiers der US Army Air Forces. Im Januar 1947 wurde er Kommandant des 24th Composite Wing, die bald zur Luftdivision der Antillen des Karibischen Luftkommandos umfunktioniert wurde. Samford wurde 1949 zum Kommandanten der Air Command and Staff School berufen, 1950 zum Major General befördert und war, bevor er Direktor des Nachrichtendienstes der US Air Force wurde, auch Kommandant des Air War College.
Am 24. November 1956 erhielt Major General Samford den Posten des Direktors der NSA und behielt, zum
Lieutenant General befördert, den Posten bis zu seinem Rücktritt am 23. November 1960.